# Constantin Tudose
Constantin Tudose (* 1911 in Bukarest; † 1954) war ein rumänischer Radrennfahrer und nationaler Meister im Radsport.

## Sportliche Laufbahn
Tudose war 1935 und 1936 Berufsfahrer. Er gehörte zu den ersten rumänischen Radrennfahrern, die an der Tour de France teilnahmen. Tudose startete 1936 mit seinen Landsleuten Virgil Mormocea, Nicolae Țapu und Gheorghe Hapciuc in der Tour de France. Er schied auf der 2. Etappe aus.
Die nationale Meisterschaft im Straßenrennen konnte er 1935 gewinnen. 1939 war er auf einer Etappe der Serbien-Rundfahrt erfolgreich. In der Rumänien-Rundfahrt belegte Tudose 1935 und 1936 den 4. Platz.